# Julia Salzano
Julia Salzano, właśc. wł. Giulia Salzano (ur. 13 października 1846 w Santa Maria Capua Vetere w Kampanii, zm. 17 maja 1929 w Casorii we Włoszech) – włoska zakonnica, katechetka, założycielka zgromadzenia Sióstr Katechetek od Najświętszego Serca Jezusa (1905), święta Kościoła katolickiego.
Była córką Adelajdy Valentino i Diega Salzano. Jej ojciec był kapitanem ułanów na dworze króla Neapolu Ferdynanda II. Zmarł, gdy Julia miała 4 lata. Wychowywała się w sierocińcu u Sióstr Miłosierdzia w San Nicola la Strada u których przebywała do 15 roku życia. Po ukończeniu tam szkoły podstawowej, podjęła naukę w szkole w Casorii. Tu nawiązała kontakt ze św. Katarzyną Volpicelli, założycielką Służebnic Najświętszego Serca. Potem pracowała jako nauczycielka i katechetka zachęcając dzieci i młodzież do nabożeństwa ku czci Najświętsza Maryi Panny, a w 1905 roku założyła zgromadzenie Sióstr Katechetek od Najświętszego Serca Jezusa. Razem z Katarzyną Volpicelli promowała miłość Najświętszego Serca Jezusa pod hasłem (łac.) Ad maiorem Cordis Iesu gloriam poświęcając całe swoje życie nauczaniu i przekazywaniu wiary chrześcijańskiej.
Julia Salzano zmarła 17 maja 1929 roku w wieku prawie 83 lat w opinii świętości.
Ze względu na jej charyzmat może być uznana za apostołkę i prorokini Nowej Ewangelizacji.
29 stycznia 1937 roku rozpoczął się jej proces beatyfikacyjny.
23 kwietnia 2002 papież Jan Paweł II nakazał opublikowanie dekretu o heroiczności jej cnót charakteru.
Została ogłoszona błogosławioną przez Jana Pawła II w III Niedzielę Wielkanocną (2. niedziela po Wielkanocy) 27 kwietnia 2003, a jej kanonizacji dokonał 17 października 2010 Benedykt XVI.
Odczytanie obu aktów kościelnych odbyło się na Placu Świętego Piotra w Watykanie.
Wspomnienie liturgiczne św. Julii Salzano obchodzone jest tradycyjnie w dzienną pamiątkę śmierci.